# Orde van Francisco de Miranda
De Orde van Francisco de Miranda, in het Spaans "Orden Francisco de Miranda" geheten is een in 1943 ingestelde Venezolaanse orde van verdienste. Men verleent de orde die drie graden kent en naar Francisco de Miranda is genoemd voor prestaties in de wetenschap, kunst en cultuur.
Bij de instelling op 14 juli 1934 had de orde vijf graden.

## Dragers van de Orde (selectie)
- Harry Abend
- José Antonio Abreu
- Sepp Blatter
- Mito Croes
- Carel de Haseth (Primera Clase, 1998)
- Oscar Henriquez (Grootkruis, 1971)
- S.A.L. Maduro
- Armando Muyale
- René Römer (Grootofficier, 1975)
- Ella Tromp-Yarzagaray (Primera Clase, 1992)
- Lech Wałęsa
- Henri Wassenbergh